# حدائق الميدان الإبراهيمي
حدائق الميدان الإبراهيمي، تقع بمدينة دسوق بمصر، موقعها بوسط المدينة، وتطل على الميدان الإبراهيمي ومسجد سيدي إبراهيم الدسوقي، وهي من أنواع الحدائق المفتوحة ومجهزة بمقاعد. وتم دعمها بأنواع كثيرة من النباتات وأشجار الزينة وتزيين المكان بالنافورات.

## معرض الصور

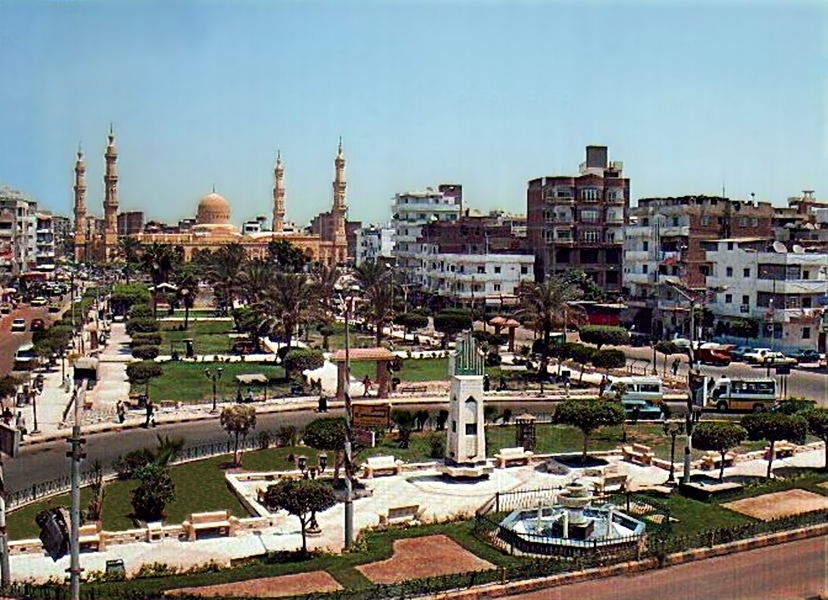
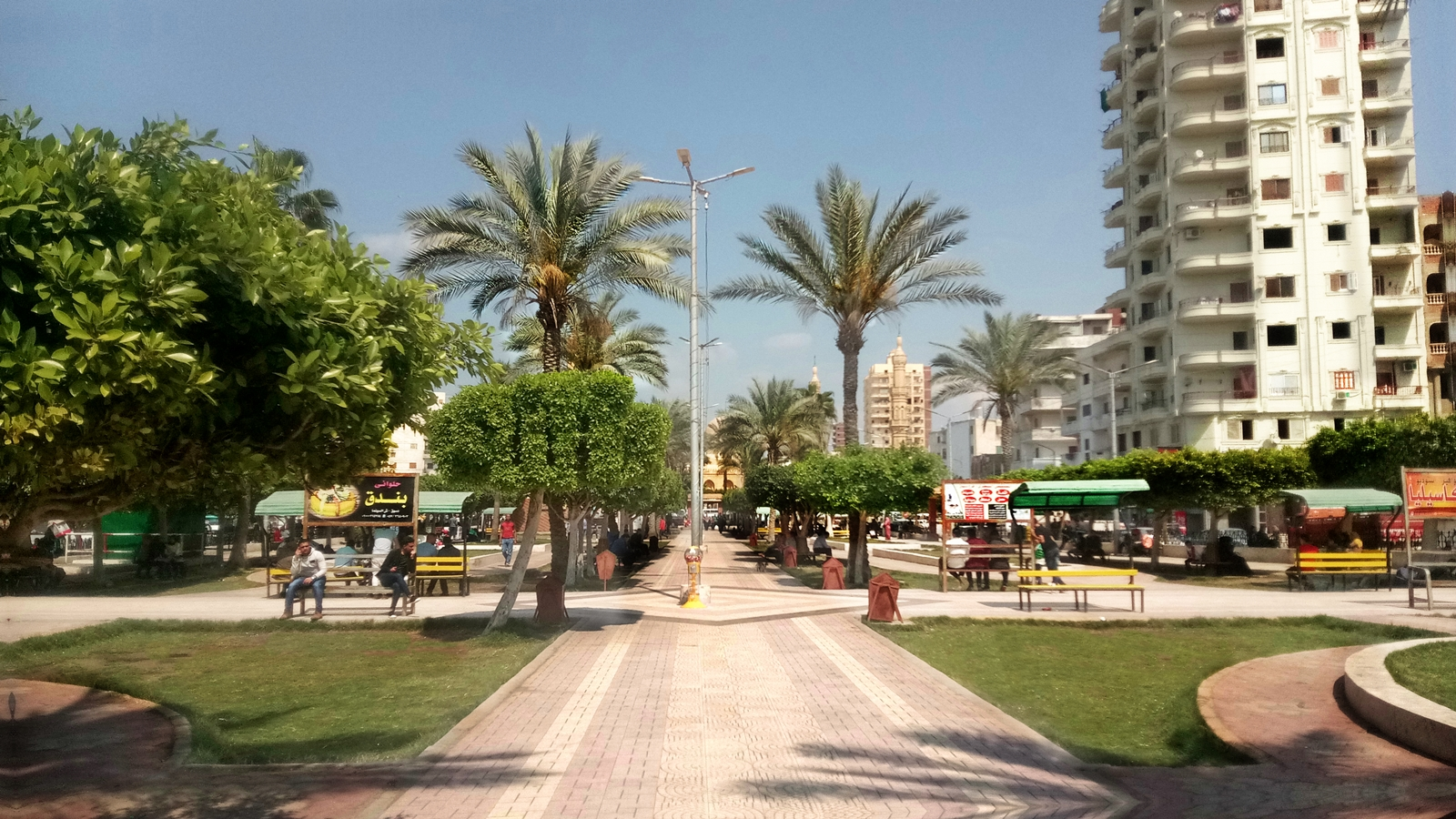
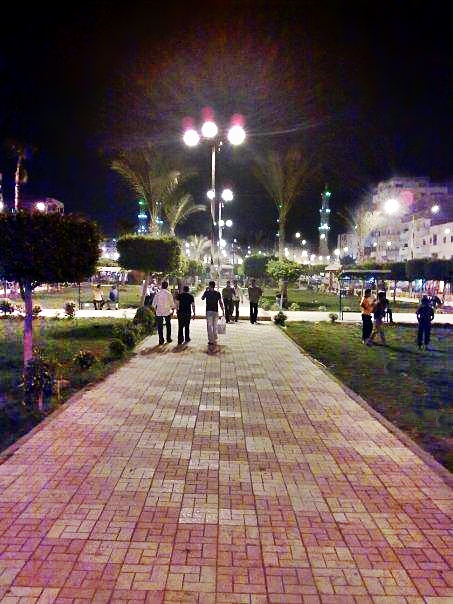
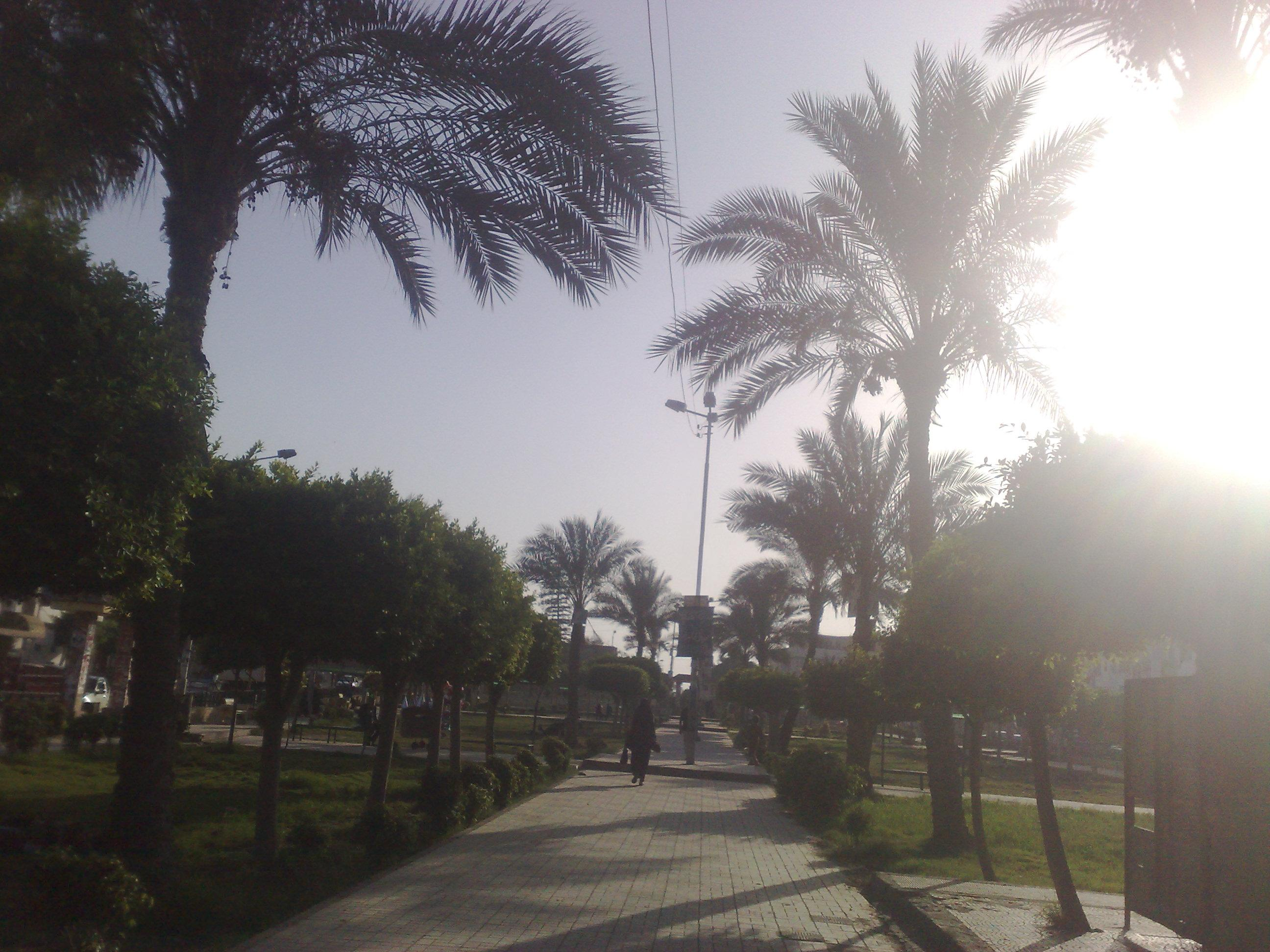
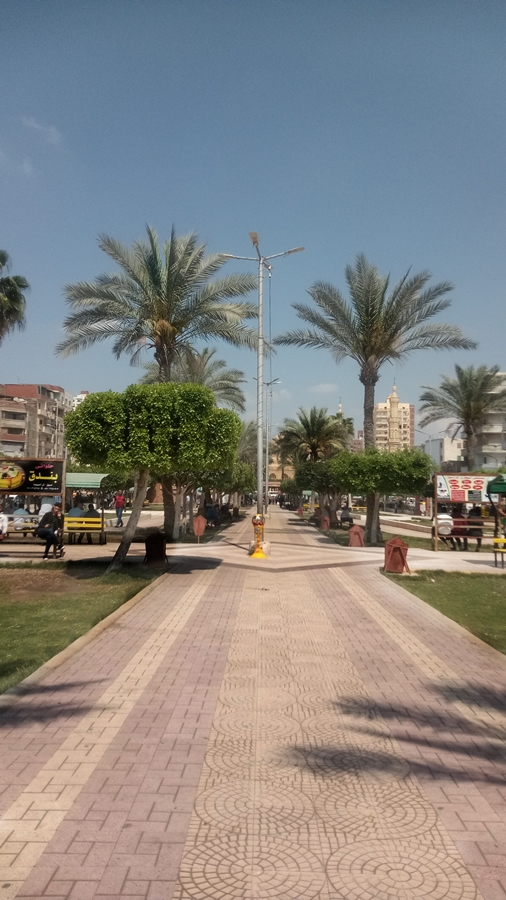